# Луїсана Лопілато
Луїсана Лорелей Лопілато де ла Торре (ісп. luisana Loreley Lopilato, 18 травня 1987) — аргентинська акторка, співачка та фотомодель. Відома роль — Мія Колуччі в популярному молодіжному серіалі «Буремний шлях». Була учасницею поп-гурту Erreway разом з іншими головними героями серіалу.

## Біографія
Народилася 18 травня 1987 року у  Буенос-Айрес  (Аргентина). У дитинстві вона була спокійною дитиною, багато не пустувала і не боялася камер. Зйомки давалися Луїсані насилу: їй доводилося вставати рано-вранці, щоб добігти до школи, здати всі завдання і домовитися з вчителями.
Перші ролі, які Лу отримала, були в серіалах Dibu і Chiquititas. Після цього їй запропонували одну з головних ролей у «Rebelde Way» «Буремний шлях», роль Мії Коллучі. Ця роль принесла Луїсані шалений успіх, але ще більший успіх принесла їй сцена. Разом із  Каміла Бордонаба ,  Феліпе Коломбо  та  Бенхамін Рохас  вони створили гурт  Erreway .

## Шлюб та діти
2008 року Лопілато познайомилася зі співаком  Майкл Бубле , на його концерті в Аргентині . Через рік вони оголосили про заручини, але Бубле не поспішав оформлювати відносини офіційно.
31 березня 2011 року вони одружилися на батьківщині Лопілато в Аргентині.
Друге весілля відбулося 2 квітня 2011 року на батьківщині Майкла у Канаді.
У подружжя є четверо дітей: двоє синів, Ноа Луїс Едуардо Бубле (нар. 27 серпня 2013), Еліас Даріо Діметріо Бубле (нар. 21 січня 2016), та дві дочки Віда Ембер Беатріс Бубле (нар. 26 липня 2018), Сієло Йолі Роуз Бубле (нар. серпень 2022). У 2016 році їхньому 2-річному синові Ноа було поставлено діагноз «гепатобластома» (рідкісна форма раку печінки, що виникає у немовлят та дітей).

## Кінокар'єра
Вперше з'явилася на екрані 12-річною в 1999 році в ролі Луїсани Маси (Luisana Maza) в серіалі «Chiquititas». Знімалася 3 сезони, до закриття серіалу. Також працювала у фільмі за мотивами серіалу «Chiquititas: Rincón de Luz».
У 2001 році знімається в серіалі «Буремний шлях» в ролі Мії Колуччі (Mia Colucci) і починає кар'єру співачки в гурті Erreway. Три роки з трьома іншими підлітками грала головні ролі у цьому серіалі, що став дуже успішним і приніс їй популярність. В цей час також знімається для обкладинок багатьох журналів.
У 2005 році знімається в «Casados con Hijos», аргентинській адаптації популярного американського серіалу «Одружені... з дітьми». Серіал отримує Martin Fierro Award як найкраща комедія в 2006 році, за цю роботу Лопілато номінована на найкращу акторку 2006 року. У цьому ж році знімається в серіалі «Alma Pirata».
У 2007 році виступила однією з ведучих на Los Premios MTV Latinoamérica Latin MTV Awards. Аргентинський журнал Gente оголосив Лопілато «обличчям року».
У цей час працювала над новою мильною оперою 4x4 разом з Камілою Бордонаба і Феліпе Коломбо. Вихід першого анімаційного фільму Лопілато «Plumiferos», у якому вона озвучила одного з персонажів, планувався на 2008 рік.
Завдяки успіху серіалу "Буремний шлях" і зйомкам у бікіні для числеенних журналів Луїсана Лопілато стала секс-символом у 2002, будучи всього 15-річною.

## Фільмографія

### Фільми
| Рік       | Назва                      | Роль            | Примітка |
| --------- | -------------------------- | --------------- | -------- |
| 1995      | Mi Familia es un Dibujo    | Лорена          |          |
| 1998-2001 | Дітвора                    | Луісана Маса    |          |
| 2001      | Chiquititas: Rincón de luz | Луісана Маса    |          |
| 2002-2003 | Буремний шлях              | Мія Колуччі     |          |
| 2004      | Los Pensionados            | Каті/Мартіна    |          |
| 2004      | Los Secretos de Papá       | Каміла          |          |
| 2004      | Teléfono Descompuesto      | Role            |          |
| 2005-2006 | Casados con Hijos          | Паола Ардженто  |          |
| 2006      | Піратська Душа             | Аллегра Ріганті |          |
| 2007      | El Capo                    | Орнелла         |          |
| 2008      | Encandilados               | Канделла        |          |
| 2008      | Atracción x4               | Ніна Лакаже     |          |

## Дискографія

### Саундтрек
- Chiquititas 1998 (1998)
- Chiquititas 1999 (1999)
- Chiquititas 2000 (2000)
- Chiquititas 2001 (2001)
- Alma Pirata (2006)

### Erreway
- Señales (2002)
- Tiempo (2003)
- Memoria (2004)

### Сольні альбоми
- TBA (2008)